# Lista de canções socialistas
Essa lista consiste em dois grupos: canções de estados que se autoproclamam socialistas (como URSS, RPC, RPDC, Tchecoslováquia, Iugoslávia) e canções do movimento socialista.

## Canções do movimento socialista
- A Internacional - Hino socialista internacional (também o hino da URSS até 1944 e o hino de muitas organizações de esquerda)
- Solidarity Forever  - Canção sindical anti-capitalista escrita por Ralph Chaplin, 1915
- The Red Flag - por Jim Connell, 1889.
- Bella ciao -Canção partisan italiana
- Hold the Fort - English Transport Workers [1]
- Sar Oomad Zemestoon - Canção da Organização das Guerrilhas Fedai do Povo Iraniano, escrita por Saeed Soltanpour
- Solidaritätslied - canção esquerdista pró-revolução de Hanns Eisler
- El pueblo unido jamás será vencido - por Quilapayun (Chile)
- Bandiera Rossa - Escrita por Carlo Tuzzi, 1908
- Di Shvue - O hino da barreira trabalhista judaica geral. Escrito por S. Ansky em 1902.
- Mshag Panvor - O hino da Federação Revolucionária Armênia.
- "Dublin City 1913" - a luta dos trabalhadores de 1913 a 1916, escrita por Donagh MacDonagh[2]
- Venceremos -Hino da campanha Unidade Popular de Salvador Allende[3]
- Himno Zapatista, hino do Exército Zapatista de Libertação Nacional[4]
- Einheitsfrontlied - Canção trabalhista alemã, Hanns Eisler e Bertolt Brecht[5]
- Der heimliche Aufmarsch - Canção pró-soviética alemã, Erich Weinert, Vladimir Vogel, Hanns Eisler.
- Redemoinhos de perigo - Canção revolucionária polonesa. Escrita por Wacław Święcicki, entre 1879 e 1883[6]
- Wretches and Kings - Alternativa americana, Mike Shinoda and Rick Rubin[5]
- Hino do Partido dos Trabalhadores - canção esquerdista anti-capitalista[7]
- Grândola, Vila Morena - canção composta e cantada por José (Zeca) Afonso homenageando o povo da terra Alentejana

## Canções de estados socialistas
- URSS - União das Repúblicas Socialistas Soviéticas
  - Hino da URSS - hino nacional soviético
  - Larga é Minha pátria
  - Katyusha - Uma música sobre uma garota chamada Katyusha
- China - República Popular da China
  - Marcha dos Voluntários - hino nacional chinês
  - Socialismo é bom - uma canção da Revolução Cultural
  - O leste é vermelho   - hino nacional de fato da China durante a Revolução Cultural
  - Ode à Pátria - A música dedicada à Revolução Chinesa
- Cuba - Republic of Cuba
  - Guantanamera - canção patriótica com letra de Jose Marti
- França -França
  - Le temps des cerises
- Alemanha Oriental - República Democrática Alemã
  - Auferstanden aus Ruinen - Hino nacional da Alemanha Oriental
  - Lied der Partei - Canção do Partido
- Iugoslávia - República Socialista Federal da Iugoslávia
  - Padaj silo i nepravdo - Canção revolucionária inspirada pela Rebelião de Hvar.
  - Budi se istok i zapad
  - Zastava Partije
- Coreia do Norte - República Popular Democrática da Coreia

- Nenhuma pátria sem você
- Canção do General Kim Jong-il
- Em Frente Em Direção à Vitória Final - composta em 2012

- Czechoslovakia
  - Kupředu, levá (A marcha esquerdista)
- Vietnam
  - Tiến Quân Ca